# Velká Británie na Letních olympijských hrách 1992
Velkou Británii na Letních olympijských hrách v roce 1992 ve španělské Barceloně reprezentovalo 371 sportovců (229 mužů a 142 žen) ve 23 sportovních odvětvích.

## Medailová umístění
| Medaile | Jméno | Sport         | Disciplína                    |
| ------- | --- | ------------- | ----------------------------- |
| Zlato   | Linford Christie | Atletika      | Muži 100 metrů                |
| Zlato   | Sally Gunnellová | Atletika      | Ženy 400 metrů překážek       |
| Zlato   | Chris Boardman | Cyklistika    | Muži 4000 m stíhací závod     |
| Zlato   | Matthew Pinsent Steve Redgrave | Veslování     | Muži dvojka bez kormidelníka  |
| Zlato   | Garry Herbert Greg Searle Jonny Searle | Veslování     | Muži dvojka s kormidelníkem   |
| Stříbro | Gareth Marriott | Kanoistika    | Muži C1 slalom                |
| Stříbro | Ray Stevens | Judo          | Muži 95 kg                    |
| Stříbro | Nicola Fairbrotherová | Judo          | Ženy 56 kg                    |
| Bronz   | Simon Terry | Lukostřelba   | Muži jednotlivci              |
| Bronz   | Steven Hallard Richard Priestman Simon Terry | Lukostřelba   | Družstvo mužů                 |
| Bronz   | Kriss Akabusi | Atletika      | Muži 400 metrů překážek       |
| Bronz   | Kriss Akabusi Roger Black David Grindley Du'aine Ladejo (rozběh) John Regis Mark Richardson (rozběh) | Atletika      | Muži štafeta 4 × 400 metrů    |
| Bronz   | Steve Backley | Atletika      | Muži hod oštěpem              |
| Bronz   | Sandra Douglasová Sally Gunnellová Phylis Smithová Jennifer Stouteová | Atletika      | Ženy štafeta 4 × 400 metrů    |
| Bronz   | Robin Reid | Box           | Muži lehkotěžká váha do 71 kg |
| Bronz   | Jill Atkins Lisa Bayliss Karen Brown Vickey Dixon Susan Fraser Wendy Fraser Kathryn Johnson Sandy Lister Jackie McWilliams Tammy Miller Helen Morgan Mary Nevill Mandy Nicholls Alison Ramsay Jane Sixsmith Joanne Thompson | Pozemní hokej | Turnaj žen                    |
| Bronz   | Sharon Rendleová | Judo          | Ženy 52 kg                    |
| Bronz   | Kate Howeyová | Judo          | Ženy 66 kg                    |
| Bronz   | Nick Gillingham | Plavání       | Muži 200 m prsa               |
| Bronz   | Robert Cruickshank Lawrie Smith Ossie Stewart | Jachting      | Třída Soling                  |